# Eddie Fyers
Eddie Fyers es un personaje ficticio que aparece en distintas series de cómics publicados por DC Comics. 
Edward Fyers apareció en la primera y última temporada de Arrow, interpretado por Sebastian Dunn ambientado en Arrowverso.

## Historial de publicaciones
Fue creado por Mike Grell e hizo su primera aparición en Green Arrow: The Longbow Hunters n.º 3 en octubre de 1987. 

## Biografía ficticia
Edward "Eddie" Fyers, fue empleado por la CIA para disparar y matar a la arquera rebelde Shado.
Apareció con frecuencia en la carrera de Grell en la serie en curso Green Arrow, ocasionalmente en los arcos quincenales de Green Arrow de verano con Shado. En el transcurso de sus apariciones, Fyers se volvió menos enemigo de Oliver Queen, también conocido como Green Arrow, y los dos a menudo se convirtieron en aliados a regañadientes. Sin embargo, Fyers no era confiable y generalmente dejaba a Green Arrow con la bolsa, incluida la implicación de Oliver en un ataque terrorista en el Canal de Panamá. Después de que Mike Grell dejó la serie Green Arrow en el número 80, Chuck Dixon y Jim Aparo desarrollaron aún más el personaje.
Llegó a ser una figura paterna para Connor Hawke, el hijo de Oliver y el segundo en llevar el nombre de Green Arrow. Su relación creció después de que Oliver muriera en la explosión de un avión cerca de Metrópolis mientras luchaba contra eco-terroristas.
Eddie le había prometido a Oliver que cuidaría de su hijo si le pasaba algo, lo cual hizo, incluso después de que Oliver regresara de entre los muertos en la historia de Quiver. Fyers resultó gravemente herido en la miniserie Connor Hawke: Dragons Blood, escrita por Dixon en 2006. Tenía graves quemaduras en todo el cuerpo, que había conseguido al proteger a Connor y Shado. Fue visto por última vez en la boda de Green Arrow y Black Canary.
Eddie Fyers reaparece en los cómics de Green Arrow después de DC Rebirth. Aquí, Fyers es un mercenario y miembro del Noveno Círculo, una organización criminal internacional y banco junto a asesinos como Brick, Shado y Cheshire.

## En otros medios
Edward Fyers aparece en el programa de televisión de CW, Arrow, interpretado por Sebastian Dunn. Aparece como el principal antagonista en los flashbacks de la primera temporada. Edward Fyers es el comandante de campo de una unidad de mercenarios que también incluye a Bill Wintergreen en Lian Yu, la misma isla donde está varado Oliver Queen. Fyers está utilizando la isla como área de preparación, preparándose para derribar un vuelo de Ferris Air que cree que diezmará la economía de China. Ha secuestrado a Shado y la usa para obligar a su padre Yao Fei, un general chino caído en desgracia y exiliado, a asumir la culpa por el ataque. Después de que Yao Fei grabó su "confesión", Fyers lo mata. En el final de la primera temporada, Oliver, Shado y Slade Wilson frustran el plan de Fyers y Oliver lo mata con una flecha en la garganta. Más tarde se revela que Fyers fue contratado por Amanda Waller, cuyo verdadero objetivo era matar a China White . En el episodio de la octava temporada "Purgatorio", Team Arrow y Lyla Michaels se encuentran con Edward y su grupo en Lian Yu cuando la acumulación de energía los restauró. Cuando Lyla activa el arma que está ligada a su ADN, las energías se absorben y Edward y su grupo desaparecen.